# Пэрри, Эмир Джонс
Сэр Эмир Джонс Пэрри (англ. Emyr Jones Parry; род. 21 сентября 1947, Кармартеншир) — британский дипломат.
Изучал теоретическую физику в кардиффском Университетском колледже. Степень PhD по физике полимеров получил в кембриджском колледже Св. Катарины.
На службе в Форин-офис с 1973 года.
В 1998—2001 годах политдиректор Форин-офис.
В 2001—2003 годах постоянный представитель Великобритании при НАТО.
В 2003—2007 годах постоянный представитель Великобритании при ООН.
С 2008 года президент Аберистуитского университета.
Рыцарь Великого Креста ордена Святого Михаила и Святого Георгия (2007).